# Cryptus luctuosus
Cryptus luctuosus là một loài tò vò trong họ Ichneumonidae.